# Pieter Leys
Pieter Leys (Brugge, 22 mei 1925 - aldaar, 8 december 2009) was een Belgische advocaat en politicus. Hij was burgemeester van de West-Vlaamse gemeente Sint-Andries en parlementslid voor de Volksunie.

## Familie
Pieter Leys stamde uit een familie die in Gent, daarna in Brugge en Sint-Andries, actief was in tuinbouwbedrijven. De eerste voorvader, Gelaude Leijs, was op het einde van de zestiende eeuw hovenier in Gent. Vier generaties later kwam Franciscus Leys zich midden de achttiende eeuw als boomkweker-hovenier in Brugge vestigen. 
Opnieuw vier generaties verder was Edouard Leys (1857-1944), grootvader van Pieter Leys, hovenier en in 1907 gemeenteraadslid van Brugge. Hij trouwde met de hoveniersdochter Marie-Louise Simoens. Ze waren een aantal jaren gevestigd in het geboortehuis van Guido Gezelle, langs de Rolweg, waar ze handel dreven onder de naam 'Edw. Leys-Simoens'. Een zoon, Edouard Leys (1889-1945), trad binnen bij de Witte Paters van Afrika en werd missiebisschop in Kivu. Een andere, Pierre Leys, vestigde zich in Sint-Andries als hofbouwkundige en trouwde met Maria Vande Pitte. Zij waren de ouders van Pieter Leys.
Leys deed middelbare studies aan het Sint-Lodewijkscollege in Brugge (retorica 1945). Hij behaalde zijn kandidatuur in wijsbegeerte en letteren aan de Katholieke Universiteit Leuven en zijn doctoraat in de rechten aan de Rijksuniversiteit Gent. Hij schreef zich in 1950 in als advocaat aan de balie van Brugge. Tijdens zijn studententijd was hij bondsleider en vervolgens gewestleider van de KSA. Ook was hij medestichter en secretaris van het Nationaal Christelijk Middenstandsverbond, afdeling Sint-Andries.
Hij trouwde in 1956 met Thérèse Van Hoorickx, uit een familie van veekooplieden, en ze hadden zes kinderen.

## Politieke loopbaan
Leys werd in 1953 gemeenteraadslid van Sint-Andries, verkozen op de lijst Gemeentebelangen, die aanleunde bij de CVP. Hij was onmiddellijk kandidaat voor een schepenambt, maar slaagde hierin niet. In 1953 was hij kandidaat voor het ambt van gemeentesecretaris van Sint-Andries, maar de meerderheid gaf de voorkeur aan de verzetsman Raoul Lombaerts. Hij was ook bij herhaling kandidaat op de CVP-lijsten voor de parlementsverkiezingen, steeds op onverkiesbare plaatsen.
In 1958 nam hij deel aan de gemeenteraadsverkiezingen met een eigen lijst onder de naam Volksbelang. Hij behaalde niet de meerderheid, maar toch een behoorlijk aantal stemmen en zetels, hetgeen hem in de mogelijkheid stelde een meerderheid te vormen met de socialistische verkozenen en aldus burgemeester te worden vanaf 1 januari 1959, in opvolging van Fernand Coppieters de ter Zaele. In 1964 behaalde hij met zijn "Lijst van de burgemeester" de volstrekte meerderheid. Omdat zijn coalitie met de socialisten niet aanvaard werd door de CVP, werd hij in 1961 uit de partij gezet.
In een gemeente die door de stijgende bevolking van de Brugse randgemeenten heel wat mogelijkheden bood, was hij een dynamisch burgemeester. Hij spiegelde zich in zijn activiteiten graag aan die van de buurgemeente Sint-Michiels, bestuurd door burgemeester Michel Van Maele. Zoals daar het Boudewijnpark tot stand kwam, kocht de gemeente Sint-Andries het domein Coude Keuken en maakte er een sport- en ontspanningscentrum van. Daarnaast was hij ook actief bij de oprichting van de feestzaal Jagershof. Pas burgemeester geworden, richtte hij een feestcomité op, dat als eerste belangrijke activiteit de jaarlijkse Jachtfeesten organiseerde, sinds 1997 de Sint-Andriesfeesten genaamd. Hij wilde ook industriële activiteiten aantrekken en legde het industriepark Waggelwater aan voor kleine en middelgrote ondernemingen.
In 1970 voerde hij hevig actie tegen de voorgenomen fusie van Brugge met zijn randgemeenten, maar verloor het pleit. Hij bleef burgemeester tot 31 december 1970, toen Sint-Andries bij de stad Brugge gevoegd werd. Bij de verkiezingen van oktober 1970 voerde hij de lijst aan van de Volksunie en zetelde tot 1976 als gemeenteraadslid.
De Volksunie had hem ondertussen ook een nationaal mandaat aangeboden. Bij de verkiezingen van 1965 kwam hij op als verruimingskandidaat. Van 1965 tot 1974 en van 1978 tot 1980 zetelde hij voor het arrondissement Brugge in de Kamer van volksvertegenwoordigers. Van 1976 tot 1977 was hij ook gecoöpteerd senator in de Senaat. In de periodes december 1971-maart 1974, februari 1976-april 1977 en januari 1979-februari 1980 had hij als gevolg van het toen bestaande dubbelmandaat ook zitting in de Cultuurraad voor de Nederlandse Cultuurgemeenschap, die op 7 december 1971 werd geïnstalleerd en de verre voorloper is van het Vlaams Parlement. 
In 1977 werd hij eerste schepen van Brugge in een regenboogcoalitie die toen werd gevormd. Hij behield deze functie totdat in 1989 een coalitiewissel plaatsvond en hij voortaan als oppositielid voor de Volksunie zetelde. In 1994 verliet hij de Brugse gemeenteraad. Tijdens zijn laatste levensjaren schreef hij zijn herinneringen op.

## Schuttersgilde
Pieter Leys was in 1961 lid geworden van de schuttersgilde Sint-Sebastiaan, die in 1833 was gesticht. Op zondag 7 juli 1963 werd hij tot nieuwe hoofdman aangesteld in opvolging van notaris André Van Damme. 
Onder zijn impuls kende de gilde een aanzienlijke heropleving, met het aanwerven van talrijke nieuwe leden. De schuttersgilde werd een van de bastions die de populariteit van Leys in zijn gemeente ondersteunde. Hij deed ook veel voor de gilde en bij de aankoop en ontwikkeling van het aangekocht domein Coude Keuken werd een gildelokaal en staande wippen (overdekt of niet) door de gemeente gebouwd en met een erfpacht van lange duur aan de gilde ter beschikking gesteld. Dit werd nog in juli 1970 ingehuldigd, enkele maanden vooraleer de gemeente als zelfstandige entiteit ophield te bestaan.

## Publicatie
- Uit mijn leven. Memoires van Pieter Leys, de laatste burgemeester van Sint-Andries, Brugge, 2003.